# Raptor (Gardaland)
Pour les articles homonymes, voir Raptor.
Raptor est un parcours de montagnes russes Wing Rider du parc Gardaland, situé à Castelnuovo del Garda, en Vénétie, en Italie.

## Statistiques
- Trains : 7 wagons par train. Les passagers sont placés à quatre sur un seul rang pour un total de 28 passagers par train.
- Éléments : Corkscrew, Zero-G roll, Inline twist, 2 Splashdowns.

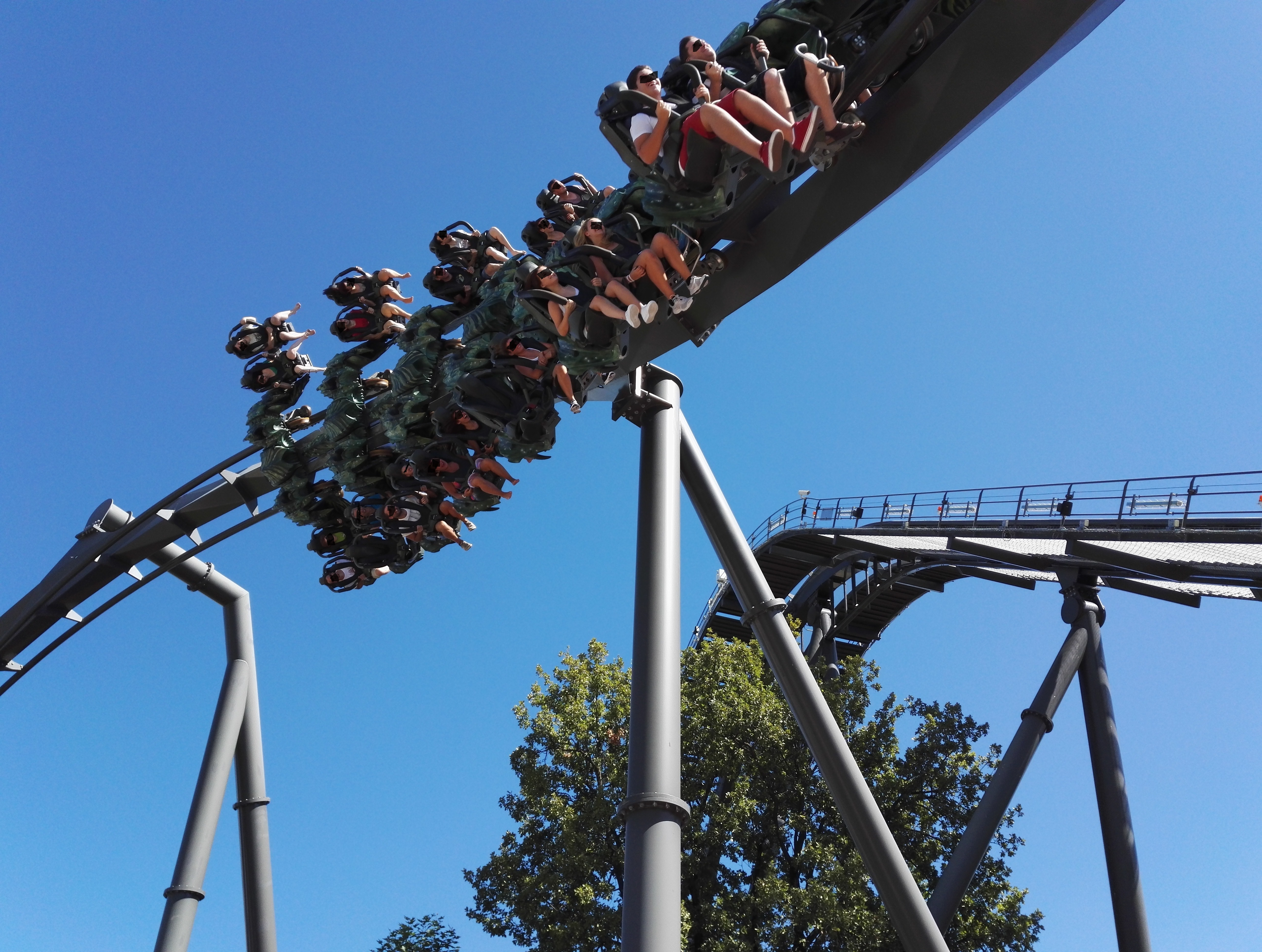
Raptor à Gardaland